# Carlos Wienberg
Carlos Wienberg (* 26. August 1959 in Madrid) ist ein deutscher Abogado (Rechtsanwalt) in Barcelona.

## Leben
Carlos Wienberg studierte Rechtswissenschaften an der Albert-Ludwigs-Universität Freiburg, wo er 1991 promoviert wurde.
Nach dem Referendariat in Berlin 1988 eröffnete er 1989 für die Anwaltskanzlei Dr. Frühbeck (Madrid) eine Niederlassung in Barcelona. 1993 erhielt er die Anwaltszulassung in Barcelona. 1998 gründete er die Kanzlei Wienberg Abogados. Spezialisiert hat sich Carlos Wienberg auf die Beratung deutschsprachiger Mandanten in Spanien.
Als Präsident des Kreises Deutschsprachiger Führungskräfte in Barcelona von 1998 bis 2002, als dessen Vize-Präsident von 2016 bis 2020, als Präsident des Rotary Club de Barcelona Pedralbes von 2008 bis 2009 sowie als Vorsitzender der spanischen Sektion des Länderausschusses Spanien-Deutschland von Rotary International fördert Carlos Wienberg die Beziehungen zwischen Spanien und Deutschland.
Im Zusammenhang mit den separatistischen Bestrebungen in Katalonien hat sich Carlos Wienberg als Initiator der Declaración de Barcelona dezidiert für die Einhaltung des Rechtsstaates und die Einheit Spaniens ausgesprochen.

## Ehrungen und Auszeichnungen
2002 wurde Carlos Wienberg für die Förderung der deutsch-spanischen Beziehungen das Bundesverdienstkreuz am Bande verliehen.

## Publikationen
- Die Produktenhaftung im deutschen und US-amerikanischen Kollisionsrecht. Centaurus Verlag 1993[10]
- La gestión del tiempo para abogados. Thomson Aranzadi 3. Auflage 2016[11]
- Immobilienbrief Ein Ferienhaus in Spanien. Frankfurter Allgemeine Zeitung, 21. Januar 2000[12]
- Über die Grenzen des Rechts hinaus. Süddeutsche Zeitung, 11. Mai 2010[13]
- Erben in Spanien. In: Deutsch-Spanische Juristenvereinigung, 2011[14]
- Da geht was. Süddeutsche Zeitung, 24. November 2012[15]